# Петренко, Роман Евгеньевич
Рома́н Евге́ньевич Петре́нко (род. 24 октября 1964, Мурманск) — российский медиаменеджер. 
Управляющий директор «Газпром-Медиа Развлекательное ТВ» (2018—2022), генеральный директор (позднее — директор) телеканала ТНТ (2002—2013, 2018—2022), генеральный директор телеканала СТС (1998—2002), руководитель Storyworld Entertainment в Санта-Монике и Storyworld Entertainment WGA в Беверли-Хиллз (2016—2018).

## Биография
Родился 24 октября 1964 года в Мурманске. Получил образование в Мурманском мореходном училище.
В 1991 году окончил Калининградское высшее инженерное морское училище.
В 1992 году переехал в Санкт-Петербург, где спустя год получил степень магистра в сфере делового управления в бизнес-центре LETI (Lovanium International Management Center).

## Профессиональная карьера
В 1992 году начал карьеру с должности менеджера по продажам в представительстве компании Unilever в Санкт-Петербурге.
В конце 1993 года перешёл в позицию менеджера по маркетингу компании MARS.
В 1996 году перешёл в табачную компанию R. J. Reynolds на пост маркетинг-менеджера, однако спустя полгода вернулся в MARS, приняв предложение занять освободившуюся к тому времени позицию директора по маркетингу подразделения компании Petfoods по России и странам СНГ, которую занимал до 1998 года. Известен как создатель концепции «говорящих животных» для рекламы кормов — в компании MARS придумал идею рекламы корма Chappi с говорящими собаками, которая в дальнейшем была адаптирована и применена в 16 странах мира.
В апреле 1998 года Роман Петренко возглавил телеканал СТС.
В конце 1990-х специализированных телеканалов практически не существовало. Команда Петренко отчасти свершила революцию, придумав идею чисто развлекательного канала, ориентированного на молодую аудиторию. Был создан коммерческий департамент, который занялся привлечением рекламодателей и партнёров из числа рекламных агентств, разработан корпоративный кодекс, где впервые в истории канала были прописаны приоритеты — стать самым популярным развлекательным телеканалом, но во главу угла ставить коммерческие результаты. За первый квартал 1999 года доля национальной аудитории СТС значительно увеличилась, а по итогам 2001 года канал занял пятое место после ОРТ, РТР, НТВ и ТВ-6.
Под руководством Романа Петренко СТС стала первой в стране телекомпанией, принесшей прибыль своим учредителям.
В 2002 году Альфа-Банк, являвшийся миноритарным акционером СТС, настоял на смене генерального директора в связи с планами выхода на IPO. Петренко заменили на известного теле- и кинопродюсера Александра Роднянского.
Уйдя с канала СТС, в 2002 году Роман Петренко вступил в должность генерального директора телеканала «ТНТ-Телесеть», канала-аутсайдера со слабой региональной сетью без чёткой концепции и рейтингов.
Возглавив ТНТ, Петренко начал с формирования команды: в компании впервые был создан маркетинговый отдел, основными задачами которого стали построение бренда, эфирную и внеэфирную раскрутку, создание нового образа канала, разработка стилистики и графического оформления эфира. Роман Петренко разработал комплексный бизнес-план развития телесети ТНТ. С его приходом ТНТ изменил тематику и сетку вещания, сделав приоритетными направления «реалити-шоу» и разнообразных развлекательных программ. Одним из первых в России ТНТ отказался от привычного для каналов летнего отдыха и стал запускать и в этот период эфирные новинки сезона.
В 2004 году Роман Петренко разработал оригинальную концепцию реалити-шоу «Дом-2», которое на сегодняшний день является самым долгим реалити-шоу в мире и одним из самых рейтинговых и доходных проектов на российском телевидении.
В 2004-2005 годах под руководством Петренко была разработана стратегия развития канала ТНТ, направленная на формирование уникального программного предложения, и ТНТ начал активно осваивать свободную нишу нового юмора.
Оригинальной была идея выпуска телешоу в формате ситкомов и комедийных шоу, которая позволила каналу ТНТ занять особое положение на фоне других телесетей и добиться высоких рейтингов при сравнительно невысоком уровне затрат на производство. Впоследствии комедийный жанр окончательно лёг в основу программной политики телеканала ТНТ. Результат такого программирования заметно увеличивал долю аудитории канала.
Первый большой успех в области ситкомов принесла адаптация американского сериала Married with Children. Российская версия вышла в эфир в марте 2006 года под названием «Счастливы вместе». Сериал стал первым большим успехом ТНТ в области комедии. А вышедшая через месяц после старта «Счастливы вместе» новая программа телеканала Comedy Club быстро стала главной юмористической программой страны, закрепив за ТНТ репутацию лидера в юморе и комедии в России.
2006 — год создания реалити-шоу «Офис», герои которого, согласно уникальной идее, на глазах телезрителей создают коммерческую фирму в максимально ускоренном режиме: то, что в обычной фирме складывается годами, у них происходит за две-три недели.
В ноябре 2006 года в эфире ТНТ выходит проект «Наша Russia», который быстро становится самым цитируемым сериалом страны.
В марте 2010 года стартовал первый сезон сериала «Интерны». Сериал набрал высокие рейтинги — до 20 % национальной доли аудитории среди молодых зрителей, а телеканал ТНТ окончательно укрепился в позиции лидера рынка по самой коммерчески востребованной аудитории от 14 до 44 лет.
Комедийные сериалы стали визитной карточкой телеканала, и ТНТ продолжил традиции, выпустив позже сериальные проекты «Универ», «СашаТаня», «Деффчонки», «Физрук», «Реальные пацаны», «Ольга», «Полицейский с Рублёвки», «Год культуры», «Домашний арест» и другие.
В 2008 году получил благодарность президента России «За большой вклад в развитие отечественных средств массовой информации и многолетнюю плодотворную деятельность».
В 2011 году состоялся запуск интернет-проекта NOW.ru, первого российского сайта, где за фиксированную абонентскую плату зрителю предлагался большой выбор фильмов и сериалов, прежде всего зарубежных, а также отечественное кино и сериальная продукция (включая сериалы ТНТ), мультфильмы.
Использование подписной модели в проекте NOW.ru явилось революцией в российском сегменте Интернета.
В рамках проекта были заключены договоры с крупнейшими студиями мира — Sony Pictures, Walt Disney, WarnerTV, а также MTV Networks BV, корпорацией ВВС, компанией Playboy Enterprises. В случае с WarnerTV это был первый случай договорных отношений для поставки их библиотеки российскому интернет-ресурсу.
В 2012 году при Романе Петренко телеканал ТНТ совершил самую крупную покупку производственной компании на российском телевидении: канал стал совладельцем Comedy Club Production, продюсерской компании, которая была и остаётся ключевым производителем контента для ТНТ. В числе её проектов: Comedy Club, Comedy Woman, «Наша Russia», «Интерны», «Универ», Stand Up, «Открытый микрофон», «ТАНЦЫ», «Импровизация», «Где логика?» и многие другие.
За время работы Петренко в должности генерального директора ТНТ (2002–2013 гг.) доля национальной аудитории канала выросла с 2,5 до 13,4 %, что позволило ему завоевать первое место по популярности у молодых зрителей в возрасте от 14 до 44 лет. Также телеканал неоднократно был отмечен премиями в области телевизионного дизайна и промоушна, в числе которых Promax UK, Promax/BDA European Awards, Promax/BDA World Design Awards, Russian Entertainment Awards.
С 2013 по 2014 годы Роман Петренко являлся председателем Совета директоров телеканала ТНТ.
В 2017 году Роман Петренко вместе с Александром Дулерайном начал работу над развитием международного направления телеканала ТНТ в компании Storyworld Entertainment, цель которой — производство контента на английском языке для глобальной аудитории с миссией показать миру лучшие современные телевизионные форматы из России.
В октябре 2018 года Роман Петренко стал одним из управляющих директоров «Газпром-Медиа Развлекательное ТВ» и директором телеканала ТНТ, который возглавлял более десяти лет.
9 февраля 2022 года покинул должности управляющего директора «Газпром-медиа Развлекательное ТВ» и директора телеканала ТНТ, став советником генерального директора «Газпром-медиа». 28 февраля 2022 года покинул должность советника генерального директора «Газпром-медиа».

## Награды и общественная деятельность
- Избран членом Государственной академии телевидения и радиовещания, 2001 год.
- Признан одним из лучших менеджеров года по версии журнала «Компания» в номинации «Сервисный сектор», 2001 год[24].
- «Медиаменеджер России» в номинации «Электронные СМИ», 2002 год[25].
- Премия «Человек года» в категории «Телевидение и печатные издания», 2002 год.
- «Медиаменеджер России» в номинации «Телевидение», 2004 год[26].
- «Медиаменеджер России» в специальной номинации, 2005 год[27].
- Лауреат Национальной премии НАТ в категории 10 МЕГА ЗВЕЗД, 2005 год.
- Благодарность Президента Российской Федерации «За большой вклад в развитие отечественных средств массовой информации и многолетнюю плодотворную деятельность», 2008 год[13][14].
- Награда Министерства спорта, туризма и молодёжной политики Российской Федерации «За наиболее активную позицию по информационной поддержке мероприятий Года молодежи», 2009 год.
- Благодарность министра спорта, туризма и молодёжной политики Российской Федерации за значительный вклад в развитие физической культуры и спорта, туризма и молодёжной политики в Российской Федерации, 2009 год.
- «Медиаменеджер десятилетия» — звание присвоено за работу в качестве Президента телевизионной станции ТНТ, 2010 год[28].
- За конкретную помощь, оказанную телеканалом ТНТ после трагических событий в Беслане, получил личную благодарность главы правительства республики Северная Осетия, 2004 год.
- Награждён Медалью ордена «За заслуги перед Отечеством» II ст., 2010 год.

## Проекты

### ТелеканалТНТиPREMIER
- «Запретная зона» (2003 г.)
- «Голод» (2003 г.)
- «Дом» (2003 г.)
- «Школа ремонта» (2003 г.)
- «Саша+Маша» (2003 г.)
- «Дом-2» (2004 г.)
- «Такси» (2005 г.)
- «Большой брат» (2005 г.)
- «Секс с Анфисой Чеховой» (2005 г.)
- «Comedy Club» (2005 г.)
- «Ребёнок-робот» (2006 г.)
- «Счастливы вместе» (2006 г.)
- «Кандидат» (2006 г.)
- «Няня спешит на помощь» (2006 г.)
- «Офис» (2006 г.)
- «Голые стены» (2006 г.)
- «Обмен женами» (2006 г.)
- «Другая жизнь» (2006 г.)
- «Настоящий мужчина» (2006 г.)
- «Наша Russia» (2006 г.)
- «Смех без правил» (2007 г.)
- «Убойная лига» (2007 г.)
- «Клуб бывших жен» (2007 г.)
- «Битва экстрасенсов» (2007 г.)
- «Универ» (2008 г.)
- «Самый лучший фильм» (2008 г.)
- «Любовь на районе» (2008 г.)
- Comedy Woman (2008 г.)
- «Барвиха» (2009 г.)
- «Интерны» (2010 г.)
- «Реальные пацаны» (2010 г.)
- «Зайцев+1» (2011 г.)
- «Деффчонки» (2012 г.)
- «Моими глазами» (2013 г.)
- «ХБ» (2013 г.)
- «САШАТАНЯ» (2013 г.)
- «Большой завтрак» (2018 г.)
- «Год культуры» (2018 г.)
- «Полицейский с Рублевки 4» (2018 г.)
- «Год свиньи» (2018 г.)
- «Полицейский с Рублёвки. Новогодний беспредел» (2019 г.)
- «Адаптация 2» (2019 г.)
- «Реальные пацаны. Новый сезон» (2019 г.)
- «Толя-робот» (2019 г.)
- «Секта» (2019 г.)
- «Аванпост» (2019 г.)
- «Колл-центр» (2020 г.)
- «Метро 2033» (2024 / в производстве)